# Сейлър Муун
„Сейлър Муун“ (на английски: Sailor Moon) е японски анимационен сериал, известен още като аниме. Създадени са общо 200 епизода, 5 специални епизода и 3 пълнометражни филма, които са излъчвани по японската телевизия Асахи от 7 март 1992 до 8 февруари 1997. Освен анимационните серии и манга изданията през 2003 г. е реализиран и игрален сериал. От него са заснети общо 49 епизода и 2 специални епизода, като и мюзикъл спектакли в периода 1993 – 2005, но през 2013 г. са възобновени. Добива огромна популярност както в Япония, така и в САЩ и Европа. През 2014 г. анимето е възобновено под името „Sailor Moon Crystal“ с общо 39 епизода.

## Излъчване
| Сезон | Сезон | Епизоди | Начало на сезона | Край на сезона   |
| ----- | ----- | ------- | ---------------- | ---------------- |
|       | 1     | 46      | 7 март 1992      | 27 февруари 1993 |
|       | 2     | 43      | 6 март 1993      | 12 март 1994     |
|       | 3     | 38      | 19 март 1994     | 25 февруари 1995 |
|       | 4     | 39      | 4 март 1995      | 2 март 1996      |
|       | 5     | 34      | 9 март 1996      | 8 февруари 1997  |

## Герои

### Главни
Усаги Цукино/Сейлър Муун е главната героиня в анимето. Тя е 14-годишно момиче, което се превръща в супергероиня, след като говорещата котка Луна ѝ дава трансформираща брошка. По-късно Усаги се оказва лунната принцеса Серенити и се влюбва в Мамору.
Мамору Чиба/Токсидо Маск е момче, преживяло ужасна катастрофа, в която губи родителите си. По време на сериите, той има някои способности, включително мечти, които го вдъхновяват да се бори заедно със сейлър войните. След първоначални конфликтни отношения, той си припомня миналия си живот заедно с Усаги. Неговата и нейната съдба са свързани, защото той се оказва принц Ендимион, любимият на принцеса Серенити. В бъдещето те имат дъщеря на име Усаги, но я наричат „Чибиуса“.
Ами Мизуно/Сейлър Меркурий е мълчаливо момиче, съученичка на Усаги. Има много висок коефициент на интелигентност. Мечтата ѝ е да стане лекар като майка си. Ами е фен на поп културата и романтиката, но ѝ става неудобно всеки път, когато това се спомене.
Рей Хино/Сейлър Марс помага на дядо си, който е шинтоистки свещеник. Освен това тя има способности на медиум и може да усети и разсее злото дори в цивилно одеяние. Когато се превръща в Сейлър Марс, може да манипулира огъня. Рей приема много сериозно мисията си на сейлър воин и въпреки че често се кара с Усаги, тя се грижи много за нея.
Макото Кино/Сейлър Юпитер е мъжкарана, която се премества в училището на Усаги. Тя е много висока и силна за японска ученичка. Родителите ѝ загиват в самолетна катастрофа, затова живее сама и се грижи сама за себе си. Тя притежава невероятна физическа сила, но и много обича да готви. Мечтае да се омъжи и да отвори собствен магазин за торти.
Минако Аино/Сейлър Венера е закачлива мечтателка, която за известно време е действала сама като Сейлър Ви. Тя мечтае да ходи на прослушвания и да стане известена певица.
Чибиуса/Сейлър Чиби Муун е дъщерята на Усаги и Мамору от бъдещето, която идва в нашето време от 30 век, за да потърси помощ и да спаси родителите си, а после да тренира със Сейлър Муун, за да стане воин. Чибиуса иска да расте, за да стане красива лейди като майка си.
Мичиру Кайо/Сейлър Нептун е талантлива цигуларка, която е много елегантна и красива, влюбва се в Сейлър Уран. Тя вече е добре известна с музиката си, но се е отказала от собствените си мечти в името на своята мисия. Мичиру е изцяло посветена на това задължение и е готова да прави всякакви жертви за сейлър воините.
Харука Тено/Сейлър Уран се облича и говори като мъж, но е приятелски настроена и нежна. Когато става дума за борба, предпочита да работи единствено със Сейлър Нептун, мечтае да стане по-бърза от вятъра.
Сецуна Мейо/Сейлър Плутон  е тайнствена жена, която първоначално се появява във втори сезон, с кодовото име „Плу“. Пазител на времето, който има задача да защитава време-пространството от натрапници. Прекарва дълго време като пазач на портите на времето и макар никога да не го показва, дълбоко в себе си тя е много самотен човек. Сецуна много обича децата, затова са и много добри приятелки с Чибиуса.
Хотару Томое/Сейлър Сатурн е болнаво момиче, дъщеря на професор Томое. По-късно в анимето борбата на Хотару е пренесена вътре в самата нея. Владее силите на унищожението и е толкова силна, че може да унищожи цялата вселена. В началото останалите сейлър воини се страхуват от нея и се опитват да я елиминират.

### Второстепенни
Луна е говорещата котка, която помага на сейлър воините да се борят срещу силите на злото. Нейният съпруг е Артемис и в сезон 4 имат дъщеря на име Диана.
Артемис е другата говорещата котка и съпруг на Луна.
Диана е дъщеря на Луна и Артемис.
Чиби Чиби/Сейлър Чиби Чиби Муун е най-малкият сейлър войн в поредицата. Появява се в сезон 5 при семейство Цукино, където също я признават за дъщеря също като Чибиуса.
Сейя Ко/Сейлър Бойна Звезда една от членовете на Сейлър Звездна светлина. Заедно с Ятен, Тайки и принцеса Какюу идват от планетата Кинмокю.
Ятен Ко/Сейлър Целяща Звезда е вторият член на Сейлър Звездна светлина.
Тайки Ко/Сейлър Творяща Звезда е последният член на Сейлър Звездна светлина.
Принцеса Какюу е принцесата на Кинмокю, измислена планета извън Слънчевата система.
Сейлър Космос идва от далечно бъдеще, където всичко е унищожено поради битката с Хаоса.
Сейлър Квартет са четирима сейлър войни носещи имена на астероиди (Сейлър Веста, Сейлър Палада, Сейлър Церера и Сейлър Юнона). Също като Чибиуса идват от 30 век.

## В България
В България сериалът започва излъчване на 16 октомври 2004 г. по Нова телевизия, всяка събота и неделя от 09:30, като по-късно е преместен в 08:30. Излъчването продължава през 2005 г. и приключва с края на първата част от втори сезон. През същата година започват повторения по няколко кабелни телевизии, които приключват през 2006 г. Ролите се озвучават от Живка Донева, Василка Сугарева, Петя Миладинова и Станислав Пищалов.